# 松村謙三
松村 謙三（まつむら けんぞう、1883年〈明治16年〉1月24日 - 1971年〈昭和46年〉8月21日）は、日本の政治家。

## 人物
富山県福光町（現在の南砺市）出身の実業家、政治家。
5回にわたり中国を訪問。1970年には、周恩来首相から日中貿易継続を許される企業の条件を示された。そこで、台湾に多くの投資を行い、援助している企業との取引は拒否すると言い渡される。そうして、日中国交正常化の地固めをした。幣原内閣では農林大臣として第1次・第2次農地改革に携わった。

## 経歴
生家は薬種商を営む地主の素封家で、その長男である。実母は事情があって2歳の時に松村家を離れ、継母によって育てられる。腹違いの弟と妹がいた。
立本小学校尋常科・高等科を優秀な成績で卒業して富山の県立一中（富山中学）に入学した。翌年、高岡に県立二中（高岡中学）ができたため、2年生として編入。松村は高岡中学の第1期卒業生である。在学中に校長排斥運動をして2週間の停学処分を受けている。卒業時の成績は12人中7番。1902年、東京専門学校（現・早稲田大学）高等予科に進学した。高岡中学の校長がしきりに「官学へ行け」ということに対する反抗心もあって、同級生2人と誘い合って私学の早稲田進学を決意した。父親は薬学の専門学校に行って薬剤師の資格をとり家業を継ぐことを望んだが、松村は粘り強く説得して東京遊学を認めさせた。早稲田大学政治経済学科の第2回卒業生である。卒業論文に「日本農業恐慌論」を執筆。学生時代から中国と農業に強い関心を抱いていた。松村謙三が生涯をかけて取り組んだテーマが日中関係と農政であった。
1906年卒業後、報知新聞社入社。箕浦勝人社長は報知新聞の基礎を固めるため、生え抜き記者の育成をめざし、推薦を早稲田の重鎮・高田早苗に依頼した。高田は松村を呼んで「報知から子飼いの記者を養成したいので適材をよこしてくれと言ってきた。君、どうだ。行ってみる気はないか」と話した。ぜひお願いしますと即答し、高田の紹介状を持って箕浦を訪ねると「明日から来い」と入社が即決した。記者時代は大隈重信の関西旅行の同行取材を担当。大隈の動静を報知新聞紙上に報道した。これをきっかけに松村は頻繁に大隈邸に出入りするようになった。1912年父の死で家業の薬屋を継ぐ。所有する山林の植林事業にも従事した。1917年福光町会議員、1919年に県会議員を歴任。
1928年に第16回衆議院議員総選挙（第一回普通選挙）で当選した。戦前は立憲民政党に所属して衆議院選挙で連続6回当選、戦後いったん公職追放になるものの、追放解除後に改進党から自由民主党に所属して衆議院選挙で連続7回当選、合計13回の当選を果たした。1928年初当選直後、民政党済南事件調査団の一員に加わって中国を訪れた。ここで張作霖爆殺事件に遭遇し、帰国した。一行は事件の詳細を濱口雄幸総裁に報告した。濱口は「この問題は実に重大だ。党派の関係を超える重大事であるから、この材料の取り扱いは自分に一任してほしい」と述べた。事は日本の国際信用にかかわることなので扱いは慎重を期さなければならないという濱口の態度に松村は「大政党の総裁として実に立派なものだ」と思ったという。この問題で民政党は中野正剛が質問に立ち、「満州某重大事件」として真相をオブラートに包みながら田中義一内閣の政治責任を厳しく追及した。これが致命傷になって田中内閣は退陣に追い込まれ、1929年7月、待望の濱口民政党内閣が発足した。町田忠治が農相として入閣し、町田農林大臣秘書官となった。これは安達謙蔵内務大臣が推薦した。野党時代、安達が鳥取県を遊説した際に松村が同行し、当時の鳥取県知事が松村と同郷だったため、安達一行は知事から異例の歓待を受けたことがあった。安達はこの時の借りを返したのである。町田を松村は政治の師と仰ぐようになり、師弟関係を結んだ。
犬養内閣の1932年1月、衆議院を解散し民政党は苦境に陥った。松村はこの選挙で最下位で当選に滑り込んだ。1932年齋藤内閣が組織されて政友会から高橋是清、三土忠造、鳩山一郎、民政党から山本達雄と永井柳太郎が入閣した。この内閣で松村は農林参与官に就任した。後藤文夫農林大臣と民政党との連絡役を務め、議会対策に関わった。松村は農政通議員として頭角を現した。
岡田内閣の1936年二・二六事件が発生し、民政党総務となる。1938年民政党政調会長となり、1939年1月には平沼内閣の農林政務次官に就任。1940年民政党が解党。1942年翼賛選挙に推薦候補で当選し、1944年5月翼賛政治会の総務・政調会長、 1945年4月大日本政治会の幹事長。鈴木貫太郎内閣と接触する機会が多く、終戦に向かう動きはほぼ正確に把握していた。のちに政党解消を阻止することができず、翼賛会に名を連ねたことを戦後、反省し『やむをえない環境にあったにせよ、ひとりになっても軍部に抵抗して所信を貫けなかったことは、自分の生涯に汚点を残したと振り返った。
東久邇宮内閣で厚生大臣兼文部大臣、幣原内閣で農林大臣として入閣する。事務次官には民間から河合良成を起用した。河合は松村と福光町出身の幼友達で高岡中学の1年後輩である。農商務省に入り、米穀課長の時、米騒動の責任をとって辞任し、その後は実業界で活躍していた。農政局長には和田博雄を抜擢した。当面する緊急課題は食糧危機乗り切りと農地改革であった。松村は就任直後の記者会見で「農地制度の基本は自作農をたくさん作ることだ」と発言。この時点ではGHQの指示はなく、農林省担当者による農地改革案の説明に対しGHQは"no objection（異議なし）"と答える。法律（第一次農地改革法）原案は松村の大臣就任の4日後には出来上がり、その1カ月後国会への法案が上程された（農林省には戦前からの準備があった）。審議が難航を極め、占領軍が突如として覚書を公表し「日本の土地耕作民をして労働の成果を享受する上に一層均等な機会を得させるべき処置を講ずることを日本政府に指令する」として、1946年3月15日までに農地改革計画を総司令部に提出するよう命じた。この覚書で議会の空気は一変して政府の農地改革案は12月15日に衆議院を通過し、19日に貴族院で可決・成立した。これが第1次農地改革である。しかし、GHQは、内容が不十分であるとして、これを容れず、第1次農地改革は結局は実施されなかった。
1946年公職追放。追放中はしいたけ栽培に乗り出し、大量のしいたけが取れて、市場にも出荷するほどだった。趣味として全国から中国蘭のさまざまな品種を取り寄せ、鉢植えを栽培した。やがて開花した蘭を毎年、皇后に献上するようになった。追放中の生活費は福光町に所有する山林を切り売りして賄った。1951年8月、公職追放解除となった。この直後大麻唯男ら旧民政党出身者と新政クラブを結成し、吉田自由党に対抗する新たな政治勢力の結集をめざし、国民民主党との合同交渉に入った。芦田、三木武夫らと折衝を重ねた結果、1952年2月改進党の結成。総裁は空席、中央常任委員会議長に松村となった。
1954年日本民主党が結成され政調会長に就任。第2次鳩山一郎内閣で文部大臣。改進党・日本民主党時代は粟山博・小山邦太郎・鶴見祐輔・中村三之丞・川崎末五郎・松浦周太郎ら旧民政党左派の政治家を結集し松村派を結成、保守合同後は三木武夫が率いる旧国民協同党系の三木派と合同し三木・松村派を結成した。第3次鳩山内閣では、三木武吉が松村を衆議院議長に擁立しようと試みたが、益谷秀次議長の留任を譲らなかったため、松村議長構想は実現しなかった。
田川誠一は松村の秘書を務めた後政界に入り、田川以外の松村の弟子には古井喜実・川崎秀二・鯨岡兵輔らがいる。
1959年1月に自由民主党総裁選挙に立候補。反主流派の統一候補として、選挙3日前に出馬を決めた。結果、岸320票に対し松村166票と数字上は大敗しているが、得票は予想を上回るものであった。
岸内閣の時代に日米安保条約改定の動きから日中関係は悪化し、石橋訪中と連動する形で松村は1959年10月、中国訪問を果たし、周恩来首相と会談。池田内閣が発足すると、松村は池田勇人首相と緊密な連絡をとり、日中関係改善のタイミングを見計らった。1962年（昭和37年）9月、第2次訪中に出発。日中間の本格的な貿易再開の道となった。
1964年池田総理退陣時の後継総裁選出について、日中友好及び党人の立場から河野一郎を推した。しかし派閥共同代表の三木幹事長が、川島正次郎副総裁とともに、池田指名に従い佐藤栄作を推したことに反発。古井喜実、竹山祐太郎、笹山茂太郎、川崎秀二、佐伯宗義とともに三木派を脱退し、松村派として独自の活動をとるようになった。
日中関係正常化になお執念を燃やしていたが、側近が直接松村に政界引退を言い出しづらいので、1969年に長男・松村正直 が政界引退を勧めると、これを受け入れた。
1970年3月21日、友好訪問団を率いて中国へ出発。深圳、広州を経て北京入りした。藤山愛一郎元外相を周恩来に引き合わせるのが目的だった。
1971年8月21日、 化膿性胆管炎と胆石症のため国立東京第一病院で死去。88歳没。

## 来歴
- 1906年（明治39年）- 富山県立高岡中(現在の富山県立高岡高等学校)を経て早稲田大学政治経済学部卒業、報知新聞社に入社。
- 1911年（明治44年）- 祖父・清治死亡。
- 1912年（明治45年）- 父・和一郎死亡。報知新聞社を退社して帰郷。
- 1917年（大正6年）- 福光町会議員に当選。
- 1919年（大正8年）- 富山県会議員に当選。
- 1928年（昭和3年）- 普通選挙法による初めての総選挙である第16回衆議院議員総選挙に民政党公認で立候補し初当選。
- 1929年（昭和4年）- 濱口内閣で農林大臣に就任した町田忠治の秘書官となり、以後は町田を師と仰ぐことになる。こののち町田は民政党総裁となる。
- 1940年（昭和15年）- 政党解消に対して町田総裁らと抵抗したものの大政翼賛会に合流。
- 1945年（昭和20年）- 東久邇宮内閣の厚生大臣兼文部大臣で初入閣、つづく幣原内閣では農林大臣を務める。日本進歩党の結成に参加。
- 1946年（昭和21年）- 翼賛選挙で推薦候補だったことと、大日本政治会の幹事長を務めたことが原因で公職追放。
- 1951年（昭和26年）- 追放解除。民政旧友会を経て新政クラブを結成。
- 1952年（昭和27年）- 新政クラブと国民民主党等が合併して結成された改進党公認で第25回衆議院議員総選挙に立候補し政界に返り咲く。
- 1955年（昭和30年）- 第2次鳩山一郎内閣で文部大臣に。この年保守合同で自由民主党結党。「保守二党論」を掲げる松村は自民党への参加に躊躇するが、周囲の説得により結局参加することに。
- 1959年（昭和34年）- 岸信介総理のタカ派的な姿勢を批判して、自由民主党総裁選挙に出馬するが惨敗。
- 1962年（昭和37年）- 日中貿易に関する岡崎嘉平太（全日空社長）提案をもって訪中。日中長期総合貿易に関する覚書（廖承志と高碕達之助の頭文字をとってLT協定と呼ばれる）締結に尽力。翌年からLT貿易が開始された。
- 1964年（昭和39年）- 池田勇人総理退陣時の後継総裁選出について、日中友好及び党人の立場から河野一郎を推す。派閥共同代表の三木幹事長が、川島正次郎副総裁とともに、池田指名に従い佐藤栄作を推したことに反発。脱派して松村派を再結成。
- 1969年（昭和44年）- 片岡清一を後継者に指名して政界から引退。

## 主な資料展示
- 松村記念会館（富山県南砺市）[5]
- 早稲田大学歴史館（東京都新宿区）[6]